# Mithrenes
Mithrenes († nach 331 v. Chr.) war ein persischer Beamter im Dienst des Dareios III. und Alexanders des Großen.
Mithrenes war zu Beginn des Asienfeldzuges Alexanders im Jahr 334 v. Chr. der persische Festungskommandant von Sardes. Allerdings ergab er sich nach der Schlacht am Granikos kampflos dem Eroberer, dem er auf siebzig Stadien (ca. 12–13 km) von Sardes entfernt entgegen zog, um ihm die Stadt samt deren Schatz auszuhändigen. In Babylon wurde Mithrenes im Jahr 331 v. Chr. von Alexander zum Satrap der Provinz Armenien ernannt, womit er zusammen mit Atropates und Mazaios zu den ersten Persern gehörte, die in die Verwaltung des von Alexander eroberten Reichs eingebunden wurden. Danach wird Mithrenes in den Überlieferungen nicht mehr erwähnt.
Der römische Historiker Quintus Curtius Rufus notierte für das Jahr 330 v. Chr., dass sich unter anderem Armenien unter der Herrschaft Alexanders befunden habe. Alexander hatte während seines Zuges bis nach Babylon Armenien nur am Rand durchquert und nicht vollständig erobert. Curtius’ Vermerk gibt ein Indiz dafür, dass Mithrenes ein Jahr nach seiner Ernennung zum Statthalter die Provinz Armenien tatsächlich unterworfen haben könnte. In der jüngeren Geschichtsforschung wird dies allerdings weitgehend verworfen, stattdessen wird Alexander wenn überhaupt nur eine nominelle, keine faktische Herrschaft über Armenien zugesprochen. Dafür spricht, dass Mithrenes bis zum Tod Alexanders und darüber hinaus keinerlei Erwähnung mehr findet und auch über administrative Aktivitäten in Armenien seitens des makedonischen Eroberers nichts mehr berichtet wird. Der Historiker und Geograph Strabon berichtet hingegen, dass Alexander noch vor dem Jahr 329 v. Chr. ein Heer unter dem Feldherren Menon in die südostarmenische Landschaft Syspiritis entsenden musste, um dort die Goldminen von Kabbala unter Kontrolle zu bringen, was nicht für ein stabiles Regime in dieser Region spricht. Wahrscheinlich konnte sich die einheimische Orontidendynastie, die bereits unter den Achämeniden über Armenien geherrscht hatte, in der Zeit Alexanders und darüber hinaus gegen Unterwerfungsversuche seitens der makedonischen Eroberer erwehren.
Nach Alexanders Tod 323 v. Chr. wurde in der Reichsordnung von Babylon der Feldherr Neoptolemos zum Satrap von Armenien ernannt. Über die genaue Gestaltung dessen Statthalterschaft besteht dabei ebenso wenig Klarheit wie bei Mithrenes.